# 三好絵梨香
三好 絵梨香（みよし えりか、1984年11月8日 - ）は、日本の女優、歌手、アイドルである。ハロー!プロジェクトおよび美勇伝の元メンバー。愛称はみーよ、み〜よ、絵梨香ちゃん、みよちゃん。
北海道札幌市手稲区出身。血液型B型。身長162cm。所属事務所はアップフロントグループ アップフロントエージェンシー社 札幌支社。現在は地元である北海道を芸能活動の拠点としている。

## 略歴
- 1995年7月13日、歌手になろうと決心した。この日は現在でも本人の記念日となっている。
- モーニング娘。追加オーディション（第2期）・LOVEオーディション21（第5期）・ASAYAN 日韓 ウルトラアイドルデュオ オーディションに応募したが、いずれも落選している。
- 2003年8月、「ハロー!プロジェクト 新ユニットオーディション」に合格。（このオーディションの唯一の合格者）以後デビュー迄レッスンを重ねた。
- 2004年8月、モーニング娘。当時メンバー石川梨華、「ハロプロ エッグ オーディション2004」合格者の岡田唯と共に美勇伝を結成。
- 2004年9月、美勇伝のデビュー曲「恋のヌケガラ」が発売された。
- 2006年1月、キックベースボールチーム 「メトロラビッツH.P.」に入団。
- 2008年6月、美勇伝活動終了。以後はソロとして舞台等で活動すると発表された。
- 2009年3月31日、ハロー!プロジェクトから卒業。
- 2012年2月12日、アップフロントエージェンシー札幌支社に所属すること・フットサルチーム「サッポロチェルビーズ」の一員として活動していくことが発表された[2]。以降は地元の北海道が芸能活動の拠点となる。
- 2013年4月9日、札幌市在住の会社員と結婚したことを発表[3][4]。
- 2016年8月10日、第1子妊娠を報告[5]。
- 2017年1月19日、第1子女児を出産[6]。
- 2020年9月1日、第2子妊娠を報告[7][8]。
- 2020年10月24日、第2子男児を出産[9]。

## 人物

### 性格、身体
- 見かけによらず天然ボケな所がある。しかし、たまに他のメンバーに対してつっこむ事もあるので、美勇伝では（ファンの投票によって）「ツッコミ担当」になった。
- 近視のため視力が悪く、普段はコンタクトレンズをしている。また眼鏡も学生の頃からしているが耳の高さの違いから曲がって見えるという[10][出典無効]。
- 気にしいで、家族思いで涙もろい。そして自分のファンをとても大事にする。
- 周りからB型ではなくO型っぽいとよく言われる。
- しっかり物にみえる反面、少し天然な時がある。
- 美勇伝では当初、つっこみ担当だったのがいつの間にか落ち担当になっている（'07時点）。
- 美勇伝の2人とは少し笑いのツボが違うらしく、1回ツボに入ると泣きそうになるまで笑う場面が度々見られる。

### 趣味、嗜好
- 夜の散歩が大好きで、近所の公園などに行くと鳩やコウモリが寄ってきたりするため、名前をつけて友達になったように思っている。そのため、周囲に本気で心配された。（公園にいる雄鳩。「たろー」は勝手につけた名前で、本人曰くいつも同じ鳩とのことちなみに、コウモリとも友達らしい）
- 深夜に散歩するのが好きで元気になる秘訣。公園に行くのが定番。ベンチに座ったり、ベンチの下に座ったりしている。公園から夜中の3時に唯ちゃんに電話する日も、2008年終わりごろから、散歩をすることが減って人間と遊ぶことが多くなり三好絵梨香曰く「成長した」とのこと
- 何故かにらめっこが苦手である。同じ美勇伝の岡田唯とよく対決するがすぐ負けてしまう。
- 好きな言葉は「一所懸命」。一生懸命ではなく“所”がポイント。
- 一人暮らしで自炊していたため料理が得意。大体の物は手際良く作る事が出来るという。また、魚の3枚おろしも得意。
- 食わず嫌いなものとしてウニがある。理由は、両親がさばいていた時、トゲを見て気分が悪くなった事から。また、北海道出身でありながらイクラも嫌いである。
- アントニオ猪木の物真似が得意である。
- 自転車　近い現場は自転車で行ってる。夜、坂道を大声で歌を歌いながら下っている。その後、自転車は行方不明になったとのこと
- 学生時代のクラブ活動では、解体クラブを自ら作り、洗濯機や自転車など粗大ゴミを初めとした様々な物を解体していた。またテニス部に所属していたこともあり、ウェア集めを趣味にしていた事がある。
- 好きなものはスイカ。
- 嫌いなものはウニ、イクラ、カニ。

#### お酒
ビールはあまり好きではなくワインが好き。お酒は強く、焼酎をそのままロックで何本も空けるらしい。

### 色
自身が好きな色は、ピンク黒や白だが　大事なラッキーカラーは黄色・シルバー・グリーン。しかし本人はあまり好きではない。

### 家族、交友
- 兄が1人と弟が2人いる。その為か「お転婆」な少女時代を送る。本人は父親似である。
- 元モーニング娘。の田中れいなと仲が良く、2人で食事に行ったことがある。また、岡田唯とも仲が良く、良く岡田の家に遊びに行ったり泊まったりしている。岡田の部屋のエアコンを掃除した事もある。舞台『猫目倶楽部』で共演した椎名法子とも仲がよく、椎名のブログにたびたび登場している。

### エピソード
- アクターズスタジオ北海道本部校出身。
- 2006年1月から2007年12月まで、「ハロー!プロジェクト・ワンダフルハーツ」の最年長であった[注釈 1]。

#### 34
2006年新春開催の「Hello! Project 2006Winter 〜ワンダフルハーツ〜」で衣裳に付けられていた番号は34。メトロラビッツH.P.での背番号も34で、同年秋のツアーで販売された公式グッズのマフラータオルにも「三十四」の文字の記載があり、オフィシャルサイトのグッズ紹介欄にも「34は三好の番号」と記載された。

## 出演

### テレビ
- 魔女っ娘。梨華ちゃんのマジカル美勇伝（2004年10月4日 - 12月24日、テレビ東京）
- 娘DOKYU!（2005年4月6日 - 6月17日、テレビ東京）
- 一攫千金ヤマワケQ! "責任者はお前だ!"（テレビ朝日）
- 吉澤ひとみの「トレンド+よっすぃーナビ」（2010年10月10日 - 2012年1月、BS日テレ）
- ジョシスタ → ジョシスタ あいく的（2012年4月5日 - 、札幌テレビ STV）[11]
- Do!ろーかる（2013年10月5日 - 2016年3月26日、テレビ北海道 TVh） - MC
- 熱烈!ホットサンド!（札幌テレビ）

### ラジオ
- ハロプロやねん!（2005年2月4日 - 3月18日・7月1日 - 29日・2006年4月21日 - 28日・9月26日 - 10月6日、朝日放送）
- B.B.L.（2005年4月3日 - 2006年9月30日、FM-FUJI）
- TBC FUNふぃーるど・モーレツモーダッシュ（2005年8月8日 - 12日・8月22日 - 26日・2006年11月13日 - 24日、東北放送）
- 美勇伝 beauty hour 21（2006年10月6日 - 2007年3月30日、NRNネット ラジオアミューズメントパーク）
- 美勇伝 三好・岡田の今夜はふたりぼっち（2007年4月6日 - 2008年6月27日、FM PORT）
- 女子会ラジオ（2012年4月8日 - 2013年3月31日、STVラジオ）[11]
- さなみよアップステージ（2013年4月7日 - 2016年9月25日、HBCラジオ）

### 映画
- スケバン刑事 コードネーム=麻宮サキ（2006年、東映、監督：深作健太） - 神田琴美 役
- FIGHTERS THE MOVIE ～Challenge with Dream～ - ナレーター

### 演劇
- リボンの騎士 ザ・ミュージカル（2006年8月1日 - 27日、新宿コマ劇場）
- かば2（2008年8月6日 - 10日、池袋シアターグリーン BIG TREE THEATER） - 森しとね 役
- 猫目倶楽部（2008年11月27日 - 30日、池袋シアターグリーン BIG TREE THEATER） - 仁美日向（ひとみひなた） 役（主演）
- かば3（2009年3月14日 - 22日、池袋シアターグリーン BIG TREE THEATER）森しとね 役
- ミコトマネキン（2009年4月23日 - 5月2日、赤坂レッドシアター） - 新村奈津葉 役
- 「猫目倶楽部2」-夏だ!海だ!バカンスだ!-（2009年7月22日 - 27日、池袋シアターグリーン BIG TREE THEATER） - 仁美日向（ひとみひなた） 役（主演）
- 凛として!（2009年11月4日 - 8日、池袋シアターグリーン BIG TREE THEATER） - 七海凜 役
- 君は愛されて・・・（2009年11月30日 - 12月3日、横浜市市民文化会館 関内ホール 小ホール） - 城間里美 役
- 金色のコルダ ステラ・ミュージカル（2010年3月19日 - 24日、天王洲 銀河劇場） - 天羽菜美 役
- 金色のコルダ ステラ・ミュージカル（2010年7月16日 - 25日、ル テアトル銀座・7月31日 - 8月2日、新神戸オリエンタル劇場） - 天羽菜美 役
- つぶやくGirl's（2010年9月8日 - 12日、八幡山ワーサルシアター） - リリカ 役
- 人生はショータイム!（2010年9月30日 - 10月7日、全労済ホール/スペース・ゼロ） - 安藤祐美子 役
- 大森ヒロシプロデュース『あまから』（2010年11月12日 - 21日、中野 ザ・ポケット） - 田中香穂 役
- 散歩道楽2011冬の祭典「サンポジウム2011」『石神井ポルカ〜昭和編〜』（2011年2月16日 - 26日、下北沢「劇」小劇場） - 桜田紀子 役
- 散歩道楽2011冬の祭典「サンポジウム2011」『石神井ポルカ〜平成編〜』（2011年2月17日 - 27日、下北沢「劇」小劇場） - 桜田紀帆・桜田紀子[注釈 2] 役
- 赤坂RED/THEATER提携公演「ドールハウス」（2011年8月3日 - 7日、赤坂レッドシアター）
- Lipsynca〜ヒールをはいたオトコ!?たち〜（2011年9月14日 - 19日、新宿シアターサンモール）[12]
- リボーン〜命のオーディション〜（2011年10月8日 - 17日、全労済ホール/スペース・ゼロ） - モーツァルト 役
- 大森ヒロシプロデュースvol.2『あかはな』（2011年12月13日 - 18日、中野テアトルBONBON）[13]
- 大森ヒロシプロデュースvol.3『あおげば』（2012年12月7日 - 16日、中野テアトルBONBON）

### ライブ
- 2008年12月度 三好絵梨香/岡田唯カジュアルディナーショー（2008年12月6日、大阪 フラミンゴ ジ アルーシャ / 7日、東京 RESTAURANT For ETERNITY）
- 2009年9月 三好絵梨香・椎名法子カジュアルディナーショー みよしいな〜Nice Encounter （2009年9月6日、大阪 フラミンゴ ジ アルーシャ / 12日、東京 Splash）
- 2009年12月度 三好絵梨香/岡田唯カジュアルディナーショー（2009年12月20日、大阪 フラミンゴ ジ アルーシャ / 23日、東京 Splash）
- Hello! Project 25th ANNIVERSARY CONCERT「ALL FOR ONE & ONE FOR ALL!」ACT I（2023年9月10日、国立代々木競技場 第一体育館）[14]

### イベント
- 6月度・9月度ハロー!プロジェクト ファンクラブ限定イベント（2005年6月8日・9日・9月5日・6日、パシフィックヘブン）
- ファンクラブ限定 三好絵梨香＆岡田唯 日帰りバスツアー in 相模湖（2008年10月12日）

## 所属ユニット
- 美勇伝（2004年 - 2008年）
- スペシャルユニット
  - リボーンイレブン（2011年）
- シャッフルユニット
  - H.P.オールスターズ（2004年）
- メトロラビッツH.P.（2006年 - ）
- サッポロチェルビーズ（2012年 - ）